# Nanni Svampa
Pour les articles homonymes, voir Svampa.
Giovanni Svampa, dit Nanni Svampa (Milan, 28 février 1938 - Varese, 26 août 2017) est un chanteur, compositeur, interprète et acteur Italien, fondateur du groupe I Gufi.
Il est notamment connu pour ses reprises des chansons de Georges Brassens en milanais, outre que pour tout un répertoire des chansons milanaises et lombardes (12 disques).
Après sa mort, la municipalité de Milan a enregistré son nom au Panthéon de Milan, à l'intérieur du Cimetière Monumental.

## Filmographie
- Il mulino del Po, de Sandro Bolchi (1971)
- Homo eroticus, de Marco Vicario (1971)
- Dimmi che fai tutto per me, de Pasquale Festa Campanile (1976)
- Le Manteau d’astrakan, de Marco Vicario (1979)
- Un povero ricco, de Pasquale Festa Campanile (1983)
- Kamikazen - Ultima notte a Milano, de Gabriele Salvatores (1988)

## Discographie
Coffret rare de 3 vinyles LP 33 tours Nanni Svampa chantant Georges Brassens.
Il existe aussi des vinyles LP 33 tours simples.